# Gohyah

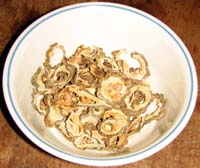
Gohyah.

El Gohyah es una infusión hecha con trozos secos de melón amargo. Se vende como té medicinal, pero no aparece en la base de datos herbal de Grieve, la MPNA de la Universidad de Míchigan ni en la Base de Datos Fitoquímica del USDA.